# Удское
Удско́е — село в Тугуро-Чумиканском районе Хабаровского края.

## География
Село расположено на левом берегу реки Уды, в 90 километрах от районного центра — Чумикана. Является единственным населённым пунктом сельского поселения «Село Удское». Население — 339 (2021).

## История
Основано в 1679 году; в 1681 году на реке Уде было выстроено зимовье, и ставшее основанием для Удского острога.
Первое географическое описание Уды и Удского острога приводит С. П. Крашенников (1711—1755 гг.):

«Удь-река вершинами сошлась с рассошинами Зейскими, а устье её положено в Генеральной российской карте на 57 ? ° широты и более нежели в 162° долготы, однако в том, кажется, не без погрешности: ибо и Удский острог положен в той карте под 58° широты и 160° долготы, а по новым обсервациям усмотрено, что Удский острог находится на 55 ? ° широты и невступно на 153° долготы, чего ради без великой ошибки устье Уди реки с Удским острогом на одной параллели положить можно, то есть на 55 ? ° широты: ибо и по объявленной Генеральной карте между Удским острогом и устьем Уди-реки с небольшим четверть градуса показано.
Удский острог стоит на северном берегу Уди-реки от устья её в семи днях ходу, а на каждый день можно положить по 10 или по 12 верст, что должно разуметь и о вышеобъявленном исчисленном днями расстоянии. Строений в нём церковь во имя Николая-чудотворца, ясачная изба, да 10 дворов обывательских. Сей острог состоит под ведением Якутским, откуда в оный и ясачные сборщики посылаются.

Тунгусов, которые платят ясак в помянутый острог, считается шесть родов: Лалигирский, Гойганский, Оддианский, Огинкагирский, Бутальский и Китигирский, а ясаку сбирается с них по 85 соболей и по 12 лисиц в год.
Прежде сего жили в объявленном остроге токмо служивые люди, но в 1735 году переведено туда на поселение десять семей пашенных крестьян, чтоб там завести пашню; однако слышно, что нет надежды, чтоб хлеб родился в тех местах, потому что земля там неудобна к пашне.»— Крашенинников С. П.
В 1806 году Удской острог, собирая в пути ботаническую коллекцию, посетил адъюнкт Академии наук И. И. Редовский. В 1895—1898 годах в устье Уды и Удском остроге побывала экспедиция К. И. Богдановича.
До 1880 года был окружным городом Удского округа (Удская округа) вначале Якутской области, а с 1856 года — Приморской области.
В 1880 году Удск потерял статус окружного центра Приморской области, поскольку управление округом было переведено в Николаевск-на-Амуре. Он потерял своё былое значение, а вместе с ним и население: в селении осталось не более 200 человек. Большинство жителей Удска в середине 1880 г. переселились в устье р. Уда, где на берегу моря выросло поселение Чумикан.
В 1962-м году в селе Удское образовало свою базу ДВТГУ (Дальгеология), которая успешно проработала в регионе вплоть до 1974 года, открыв и отдав на гора много полезных ископаемых, в том числе — золота.

## Климат
| Показатель                                                                        | Янв.  | Фев.  | Март  | Апр. | Май | Июнь | Июль | Авг. | Сен. | Окт. | Нояб. | Дек.  | Год  |
| --------------------------------------------------------------------------------- | ----- | ----- | ----- | ---- | --- | ---- | ---- | ---- | ---- | ---- | ----- | ----- | ---- |
| Средняя температура, °C                                                           | −25,1 | −20,9 | −12,1 | −1,5 | 4,9 | 11,3 | 14,5 | 14,5 | 8,8  | −0,6 | −14,8 | −23,9 | −3,7 |
| Норма осадков, мм                                                                 | 20    | 8     | 17    | 36   | 72  | 67   | 88   | 113  | 93   | 73   | 30    | 18    | 635  |
| Источник: ФГБУ "ВНИИГМИ-МЦД" (итал.). meteo.ru. Дата обращения: 20 сентября 2019. |       |       |       |      |     |      |      |      |      |      |       |       |      |

## Население
| 1926 | 1992 | 2002 | 2003 | 2004 | 2005 | 2006 |
| ---- | ---- | ---- | ---- | ---- | ---- | ---- |
| 152  | ↗766 | ↘576 | ↘564 | ↘553 | ↘505 | ↘479 |
| 2007 | 2010 | 2011 | 2012 | 2013 | 2014 | 2015 |
| ↗519 | ↘418 | ↘415 | ↘402 | ↘392 | ↘379 | ↗386 |
| 2016 | 2017 | 2018 | 2019 | 2020 | 2021 |      |
| ↘376 | ↘374 | ↗377 | ↗381 | ↗382 | ↘339 |      |

## Экономика
Бригада оленеводческого предприятия «Чуттан» (разведение крупного рогатого скота, картофелеводство), участок Чумиканского коопзверо-промхоза, аэропорт, метеостанция, отделение связи, участковая больница, 8-летняя школа, детсад-ясли, библиотека, дом культуры, филиал райбыткомбината, сельская администрация.